# Julius Friedrich Emil Rathgeber
Julius Friedrich Emil Rathgeber (* 11. Mai 1833 in Straßburg, Elsass; † 1. Februar 1893 ebenda) war ein deutscher evangelischer Geistlicher und Landeshistoriker des Elsass.

## Leben
Rathgeber wurde in Straßburg im Haus »zum Tannenzapfen« am Kléberplatz als Sohn des Gerichtsvollziehers Georg Friedrich Rathgeber und dessen Ehefrau Karoline Sophie Zimmermann geboren. Nachdem er 1852 das evangelische Johannes-Sturm-Gymnasium französisch Gymnase Jean-Sturm absolviert hatte, besuchte er fünf Jahre lang das Studienstift St. Wilhelm in Straßburg mit dem Berufsziel, evangelischer Geistlicher zu werden. Er wurde Pfarrer in Soultzeren (Münstertal), dann in Ernolsheim bei Zabern und später in Neudorf bei Straßburg. Er war außer an theologischen außerordentlich stark auch an historischen Themen interessiert und hinterließ wertvolle Abhandlungen zur Kirchen-, Landes-, Städte- und Kulturgeschichte des Elsass.
Rathgeber verstarb im Alter von 59 Jahren und neun Monaten an Typhus. Seine sterblichen Überreste wurden am 4. Februar 1893 auf dem Friedhof St. Urban vor dem Metzgertor in Straßburg-Neudorf beigesetzt (Sektion 14-1-2/3).

## Werke (Auswahl)
Ein ausführlicheres Verzeichnis der Schriften Rathgebers ist von Heinrich Ehrismann veröffentlicht worden.
- Münster im Gregorienthal. Ein Beitrag zur politischen, kirchlichen und kulturhistorischen Geschichte des elsässischen Münsterthales. Bevorwortet von August Stöber. Trübner, Straßburg 1874 (Google Books).
- Sechs Urkunden aus dem Münsterthäler Rothen Buche, 12.–16. Jahrhundert. In: Alsatia. Neue Beiträge zur elsässischen Landes-, Rechts- und Sittengeschichte, Sage, Sprache und Literatur. 1873–1874. Barth, Colmar 1875, S. 239–253  (Google Books).
- Der Stadt Türkheim Freiheitsbrief. In: Forschungen zur Deutschen Geschichte, Band 15, Dieterichsche Buchhandlung,  Göttingen 1875, S. 475–460 (Google Books).
- Aus einer untergegangenen elsässischen Chronik. In: Forschungen zur Deutschen Geschichte, Band 15, Dieterichsche Buchhandlung, Göttingen 1875, S. 460–469 (Google Books).
- Aus einem alten Colmarer Kaufhausbuch. In: Forschungen zur Deutschen Geschichte, Band 15, Dieterichsche Buchhandlung, Göttingen 1875, S. 457–469 (Google Books).
- Die Grafschaft Hanau-Lichtenberg – Eine elsässische Volksschrift. Trübner, Straßburg 1876 (Google Books).
- Die handschriftlichen Schätze der früheren Straßburger Stadtbiblithek. Ein Beitrag zur elsässischen Bibliographie. C. Bertelsmann, Gütersloh 1876 (Google Books).
- Das Elsass bei dem Ausbruch der französischen Revolution. In: Jahrbuch für Geschichte, Sprache und Litteratur Elsass-Lothringens, V. Jahrgang, Heitz, Straßburg 1889, S. 57–89 (Google Books).
- Der letzte deutsche Fürst von Hanau-Lichtenberg Landgraf Ludwig IX. von Hessen-Darmstadt, ein Ahnherr Kaiser Wilhelms II. – Ein deutsches Fürstenleben. Straßburger Druckerei und Verlagsanstalt, Straßburg 1890 (Google Books).
- Die Strassburger und die St. Petersburger Blessigstiftung. Geschichtliche Mitteilungen. In: Jahrbuch für Geschichte, Sprache und Litteratur Elsass-Lothringens, VIII. Jahrgang, Heitz, Straßburg 1892, S. 57–62 (Google Books).
- Volksmundartliches aus dem Elsass. In: Jahrbuch für Geschichte, Sprache und Litteratur Elsass-Lothringens, VIII. Jahrgang, Heitz, Straßburg 1892, S. 81–87 (Google Books).
- Elsässische Sprichwörter und sprichwörtliche Redensarten.  In: Jahrbuch für Geschichte, Sprache und Litteratur Elsass-Lothringens, IX. Jahrgang, Heitz, Straßburg 1893, S. 98–101 (Google Books).

## Ehrungen
- Verleihung des Roten Adlerordens IV. Klasse durch Kaiser Wilhelm I. (1887)